# Yuba City
Yuba City és una població dels Estats Units a l'estat de Califòrnia. Segons el cens del 2009 tenia 61.175 habitants.

## Demografia
Segons el cens del 2000, Yuba City tenia 36.758 habitants. La densitat de població era de 1.514,7 habitants/km².
Per edats la població es repartia de la següent manera: un 29% tenia menys de 18 anys, un 10,7% entre 18 i 24, un 29,4% entre 25 i 44, un 18,7% de 45 a 60 i un 12,2% 65 anys o més.
L'edat mediana era de 32 anys. Per cada 100 dones de 18 o més anys hi havia 91,7 homes.
La renda mediana per habitatge era de 32.858 $ i la renda mediana per família de 39.381 $. Els homes tenien una renda mediana de 34.303 $ mentre que les dones 23.410 $. La renda per capita de la població era de 15.928 $. Entorn del 14,5% de les famílies i el 18,1% de la població estaven per davall del llindar de pobresa.

## Poblacions més properes
El següent diagrama mostra les poblacions més properes.